# Aeroportul Haines Junction
Aeroportul Haines Junction (IATA: YHT, ICAO: CYHT) este un aeroport din Yukon, Canada.
Situat la o altitudine de 655 m, aeroportul dispune de o singură pistă.